# Kommendantsängen
Kommendantsängen är en stadsdel i centrala Göteborg, Stadsdelen är granne med Haga i norr, Annedal i öster, Olivedal i väster och Slottsskogen i söder och avgränsas genom (medsols); Linnégatan-Lilla Risåsgatan-Skansbergets södra sluttning-Skanstorget-Övre Husargatan och Linnéplatsen. Kommendantsängen har en areal på 13 hektar.

## Historia

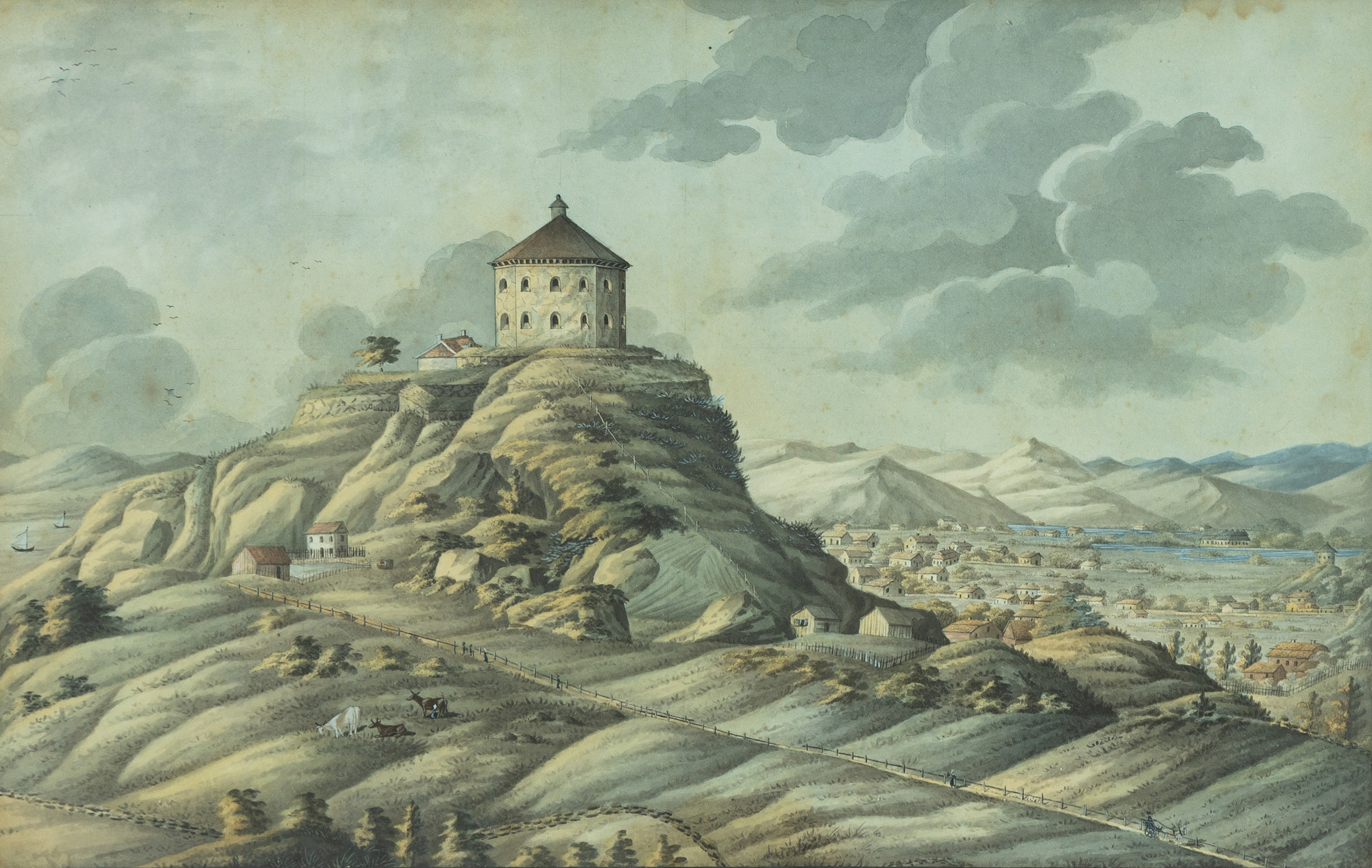
Kommendantsängen på en akvarell målad den 18 september 1816 av Carl Gustaf Ulfsparre.

Kommendantsängen år 1896.

Kommendantsängen var kronans mark och användes som betesmarker för officerarnas hästar.
Ängen lydde under kommendanten på Älvsborgs slott, därav namnet. Den 15 juni 1923 fick ängen status som stadsdel. Tidigare utgjorde de tio kvarteren Majornas 7:e rote. Namnet påträffas 1789 Commendants' ängen, men redan 1651 beslutades att "... det stycke land kring om Ryssås skans ..." skulle tillfalla Älvsborgs Kungsladugård som betesmark. Även 1696 "En Stadens äng som öfwersten och Commendanten Hr Gustaf Macklier innehafver". Äldre namn på ängen var Skansängen (1722, med något vidare omfattning) och Öfwerstens äng (1696). Kronan förbehöll sig rätten till marken vid Majornas införlivning med staden 1868, och 1877 - då staden upprättade stadsplanen över Kommendantsängen - erbjöds staden att köpa marken. Den såldes till Göteborgs stad först 1890, för 10 200 kronor. Fram till dess hade ängen bland annat fungerat som kolerakyrkogård, med som mest 1 706 gravplatser. Kyrkogården grävdes upp 1896 och användes till byggnadstomter.
Åren 1895–1900 skedde den första utbyggnaden, vilken omfattade cirka 20 landshövdingehus intill Skansbergets södra sluttning, uppförda på terrasserade tomter. Industribyggnaderna för Konfektionsaktiebolaget Karlson & Starck med Korsettfabriken (i kv 8) på Kastellgatan invid Skanstorget och Olof Asklunds Ångbageri (i kv 6) vid Övre Husargatan hör till detta byggnadsskede. Skolor eller andra institutioner fanns inte i Kommendantsängen.
Därefter bebyggdes större delen av bostadskvarteren med stenhus i 4-6 våningar under tidsperioden 1900–30. Några hus i nordost mot Skanstorget och Övre Husargatan tillkom på 1930-talet, där tomterna tidigare omfattat lägre trähus. Landshövdingehusen revs på 1960-talet, och frigjorde därmed tomter på Skansbergets obebyggda sydsluttning. Ett stort stenkomplex fick ersätta de sex husen mot Linnégatan. Endast ett landshövdingehus sparades, Linnégatan 32 A. Kvarteren Bäcken och Slottsskogsledet består till större delen av bostadshus uppförda 1983–85. Nybyggen har ersatt ytterligare 5-10 hus inom de övriga kvarteren.
Då Göta artilleriregemente behövde en ny plats för att förlägga sitt regemente, föreslog regementschefen, överste C.W. Kuylenstierna år 1884 att ett 7,6 hektar stort område nedanför Skansen Kronan på Kommendantsängen skulle tas i bruk. Marken ägdes av staten och idén hade framförts redan ett tiotal år tidigare. I slutet av 1880-talet riktades istället blickarna mot landeriet Kvibergs ägor.

## Kvarter

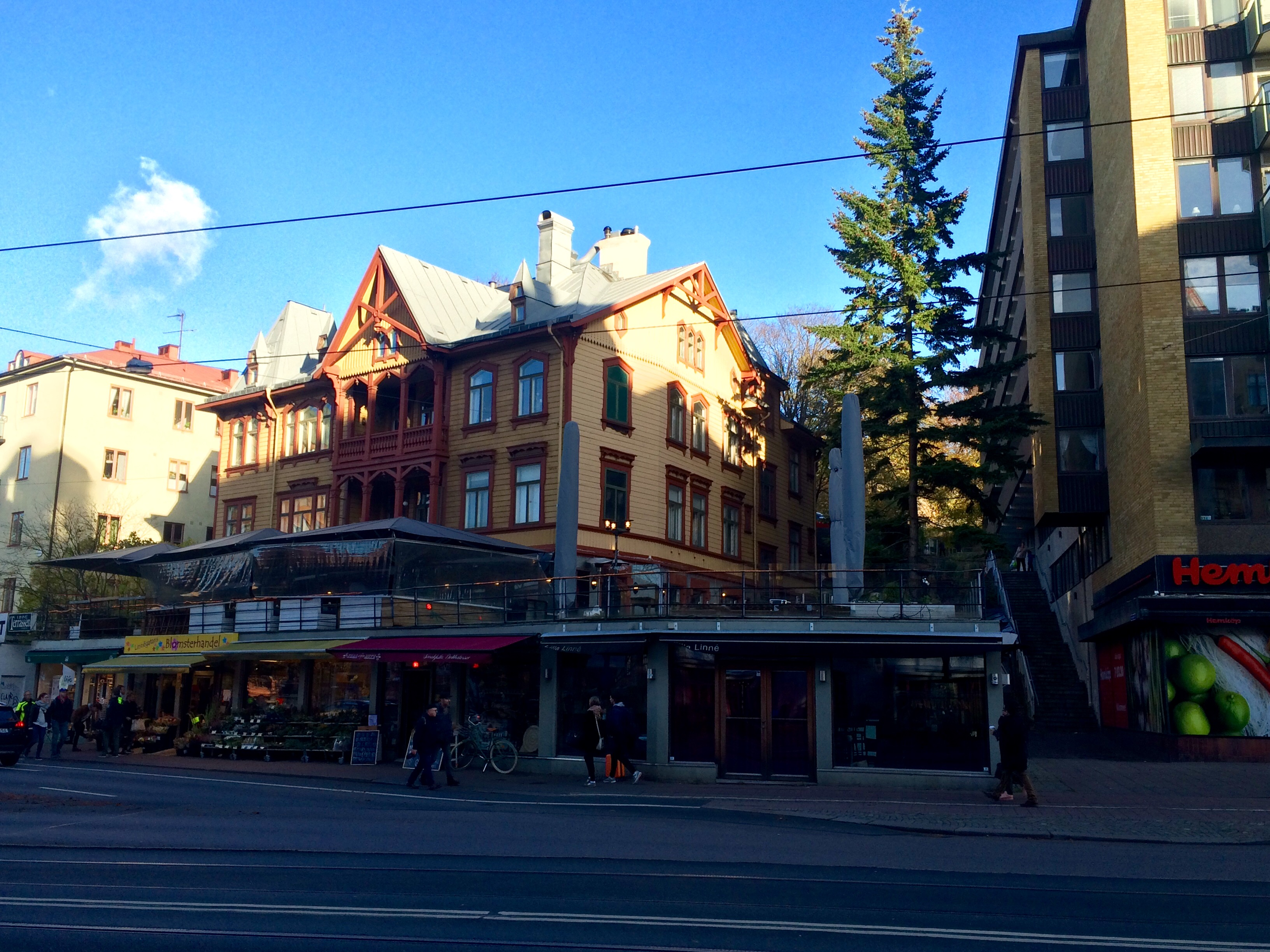
Villa Ideborg med adress Linnégatan 32 A (Tomt 9 i första kvarteret Rysåsen) Byggnadslovsdatum 1898-02-01. Arkitekt Oscar W. Nilsson.

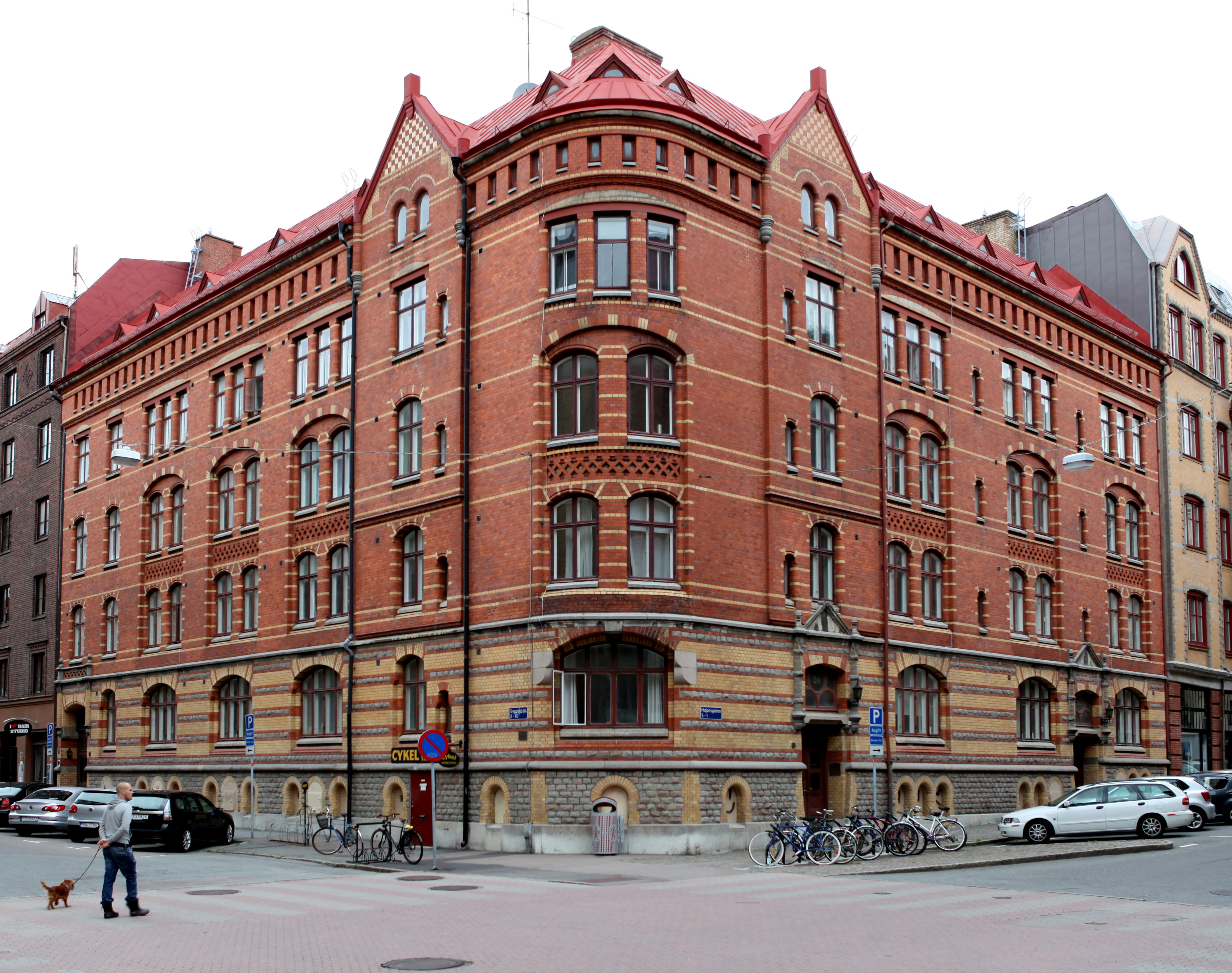
Bostadshus i Tredje kvarteret Vaktposten. Det byggdes 1899–1901 för Statens Järnvägars Änke- och Pupillkassa och är numera byggnadsminne.

- Första kvarteret Rysåsen. År 1968 uppfördes den stora byggnad i gult tegel som dominerar kvarteret. Två äldre bostadshus ligger strax norr därom, Linnégatan 32 A och Risåsgatan 28:
  - Linnégatan 32 A (Villa Ideborg) fick Byggnadslov 1898-02-01 efter ritningar av arkitekten Oscar W. Nilsson och är ett friliggande landshövdingehus med villastil. Här fanns ursprungligen en mindre trädgård och fastigheten avgränsades mot Linnégatan med en naturstensmur. Huset fick en oregelbunden form, med dekorativt utformade balkonger, olika fönsteromfattningar och torn eller gavelpartier som krönts med spiror. Detta landshövdingehus är det sista bevarade av denna typ. En butikslänga mot Linnégatan byggdes 1931.
  - Lilla Risåsgatan 28, Byggnadslovsdatum 1930, Arkitekt E.M. Frykblom. Omfattar ett bostadshus i fyra våningar, Mot Landsvägsgatan finns en utskjutande butikslänga med en terrass ovanpå. 1920-talsklassicismen präglar de i huvudsak putsade fasaderna.
- Andra kvarteret Murbräckan
- Tredje kvarteret Vaktposten
- Fjärde kvarteret Karl XII
- Femte kvarteret Utanverket
- Sjätte kvarteret Kastellanen
- Sjunde kvarteret Batteriet
- Åttonde kvarteret Skansen
- Nionde kvarteret Bäcken
- Tionde kvarteret Slottskogsledet

## Bevarandeprogram
- Värdefulla miljöer 1985: hela området
- Bevaringsprogram 1987: delen norr om Nordenskiöldsgatan
- Området på och intill Skansberget samt kv 7 Batteriet ingår i "Göteborgs innerstad", som pekats ut som riksintresse för kulturmiljövården enligt de bestämmelser om numera återfinns i 3 kap 6 § miljöbalken.
- Skydd enl FSBM. Statligt byggnadsminne: Skansen Kronan med omgivning
- Förslag till skydd enl KML 3 kap. Byggnadsminnen: Linnégatan 32 A, 716:10